# 시리아-레바논 전역
시리아-레바논 전역 또는 엑스포터 작전(Operation Exporter)은 제2차 세계 대전 중인 1941년 6월부터 7월까지 영국 제국군이 비시 프랑스(나치 독일의 종속국)가 통제하던 시리아와 레바논을 침공한 작전이다.
1941년 4월 1일, 1941년 이라크 쿠데타 이후 이라크는 이탈리아와 독일의 지원을 요청한 라시드 알리 알가일라니가 이끄는 이라크 민족주의자들의 통제 하에 놓였다. 영국-이라크 전쟁 (1941년 5월 2일~31일)으로 인해 알리 정권이 전복되고 친영 정부가 수립되었다. 이 분쟁 중 프랑수아 다를랑 제독은 독일 항공기가 시리아에 있는 비시 프랑스 비행장을 사용하여 이라크의 영국군을 공격하는 것을 허용했다. 영국군은 그리스 공방전 (1941년 4월 6일~30일)과 크레타 전투 (5월 20일~6월 1일)에서 추축국의 승리 이후 침공 우려가 고조되는 가운데, 추축국이 시리아와 프랑스령 레바논을 이집트 공격을 위한 기지로 사용하는 것을 막기 위해 6월에 시리아와 레바논을 침공했다. 북아프리카의 서부 사막 전역 (1940년~1943년)에서 영국군은 투브루크 공방전을 끝내기 위한 배틀액스 작전을 수행했고, 에티오피아와 에리트레아에서는 동아프리카 전역 (제2차 세계 대전) (1940년 6월 10일~1941년 11월 27일)을 수행했다.
프랑스군은 시리아에서 강력한 방어를 펼쳤지만, 7월 10일 오스트레일리아 제21여단이 베이루트에 진입하려 하자 프랑스군은 휴전을 요청했다. 7월 12일 자정 1분 후, 휴전이 발효되어 전역이 종료되었다. 아크레 협정이라고도 알려진 생장 다르크 휴전은 7월 14일 아크레 시 외곽의 시드니 스미스 병영에서 체결되었다. 항복이 진행되는 동안 타임지는 시리아-레바논 전역을 "혼합된 쇼"라고 불렀으며, 이 전역은 참여국들 사이에서도 상대적으로 잘 알려지지 않은 채로 남아 있다.

## 배경
1941년 5월 28일, 프랑수아 다를랑 제독은 비시 프랑스를 대표하여 독일이 비시 프랑스가 통제하는 시리아의 군사 시설에 접근할 수 있도록 하는 협정인 파리 의정서에 서명했다. 이 의정서는 비준되지 않았지만, 샤를 헌치거, 비시 전쟁 장관은 앙리 덴츠, 레반트 고등판무관에게 독일 루프트바페와 이탈리아 레지아 아에로나우티카 항공기가 시리아에서 연료를 보급받는 것을 허용하라는 명령을 보냈다. 이라크 항공기로 위장된 추축국 항공기는 영국-이라크 전쟁 중 이라크 왕국으로 향하는 길에 플리거퓨러 이라크의 지휘 아래 시리아에 착륙했다. 확고한 영국 혐오주의자였던 다를랑은 독일과 이탈리아 항공기가 시리아 비행장을 사용하는 것을 허용했는데, 이는 부분적으로 영국군의 비시 프랑스 선박 공격 때문이었다. 그는 1940년 7월 이후 영국군이 프랑스 선박 167척을 나포했다고 계산했다.
파리 의정서에 따라 프랑스군이 영국이 점령한 이라크 유전에 대한 공세를 개시하는 협정도 이루어졌는데, 이는 다를랑이 제안한 것이었다. 시리아 비행장 사용뿐만 아니라 독일군은 비시 당국에 시리아 철도를 사용하여 모술의 이라크 민족주의자들에게 무기를 보내는 것을 허용해 달라고 요청했다. 다를랑의 열렬한 친추축국적 행동에 대한 보답으로 독일군은 프랑스 포로 7,000명을 석방했는데, 이들 중 다수는 전문 장교와 하사관이었다. 정부의 독촉에도 불구하고 중동 사령부의 총사령관인 아치볼드 퍼시벌 웨이벌 장군은 서부 사막의 상황, 임박한 독일의 크레타 공격, 그리고 자유 프랑스의 의도에 대한 의구심 때문에 시리아 개입을 꺼려했다.

## 서곡

### 비시 시리아

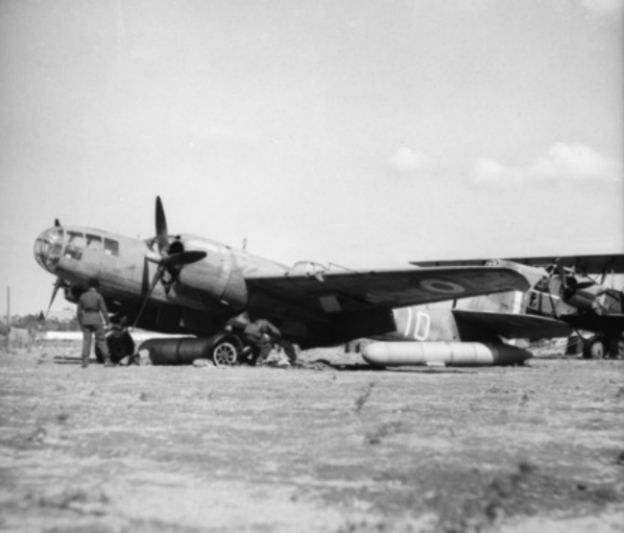

덴츠는 레반트군의 총사령관이었는데, 이 군대에는 정규 본국 식민지군과 트룹 스페시알(특수군, 시리아 및 레바논 원주민 병사)이 있었다. 그가 지휘할 수 있는 정규 프랑스군 보병 대대는 7개였는데, 여기에는 프랑스 외인부대의 제6외인보병연대, 제24식민지보병연대 및 최소 5,000명의 기마 및 차량화 기병, 두 개의 포병대와 지원 부대를 포함한 11개의 "특수군" 보병 대대가 있었다. 이 군대는 35,000명의 병력을 보유했으며, 이 중 8,000명의 프랑스인과 25,000명의 시리아 및 레바논 보병을 포함하여 35,000명의 정규군이 있었다. 프랑스군은 90대의 전차(영국 추정치에 따르면), 비시 프랑스 공군은 90대의 항공기(증원 후 289대의 항공기로 증가), 그리고 프랑스 해군은 구축함 게파르와 발미 2척, 그리고 슬루프 엘란 1척과 잠수함 3척을 보유하고 있었다.
1941년 5월 14일, 시리아 중부 팔미라 상공을 정찰 비행 중이던 영국 왕립 공군(RAF)의 브리스톨 블렌하임 폭격기 승무원이 융커스 Ju 90 수송기가 이륙하는 것을 목격했으며, 그날 늦게 더 많은 독일 및 이탈리아 항공기가 목격되었다. 그날 밤 늦게 비행장 공격이 승인되었다. 시리아를 경유하는 독일 및 이탈리아 항공기에 대한 공격은 계속되었으며, 영국군은 6월 8일까지 6대의 추축국 항공기를 파괴했다고 주장했다. 비시 프랑스군은 5월 28일 블렌하임 1대를 격추시켜 승무원을 사망시켰고, 6월 2일에는 다른 1대를 강제 착륙시켰다. 프랑스 모랑 솔니에 M.S.406 전투기는 또한 5월 28일 독일 융커스 Ju 52 항공기를 이라크로 호위했다. RAF는 6월 6일 영국 팔레스타인 위임통치령 상공에서 비시 마틴 167F 폭격기 1대를 격추했다. 시리아와 레바논의 프랑스 위임통치령에 대한 독일의 관심은 제한적이었지만, 아돌프 히틀러는 알제리에서 시리아로 향하는 프랑스 항공기가 추축국 통제 영공을 비행하고 그리스의 독일 통제 엘레우시나 공군 기지에서 연료를 보급받도록 허용하여 프랑스군에 대한 증원을 허용했다. 그리스와 도데카니사 제도에 기반을 둔 독일 항공기의 활동은 영국에 의해 비시 프랑스군에 대한 지원으로 해석되었지만, 덴츠는 잠시 독일의 지원을 받아들이는 것을 고려했지만 6월 13일에 제안을 거부했다. 영국-이라크 전쟁이 끝날 무렵, 시리아에 파견된 원래 14대의 독일 메서슈미트 Bf 110 항공기와 5대의 하인켈 He 111 및 다수의 수송기는 모두 영국군에 의해 파괴되었다.

### 팔레스타인과 이라크
영국 주도의 시리아-레바논 침공은 영국군이 북아프리카에서 추축군과 서부 사막 전역 (1940년~1943년)을 치르고 있을 때, 독일이 비시 프랑스가 통제하는 프랑스 위임통치령 시리아와 대레바논을 이집트 공격에 사용하는 것을 막기 위한 것이었다. 1936년 9월, 프랑스군은 시리아에 자치권을 부여했지만, 그 영토에 일부 무장 병력과 두 개의 비행장을 유지할 권리를 보유했다. 영국군은 나치 독일이 시리아와 레바논에서 잠재적인 공격을 가하거나, 독일군이 그곳의 비행장에 접근할 수 있을까 봐 우려했다. 추가적인 우려는 독일이 소련을 격파할 경우 동부 전선 (제2차 세계 대전)의 독일군이 코카서스 남부를 통해 진격하여 비시 프랑스군과 연결될 가능성과 관련이 있었다. 이 두 가지 가능성은 모두 희박했지만, 모든 가용 자원이 서쪽으로부터의 추축군 진격을 막는 데 필요한 시점에 이집트의 연합군을 북부 전선에 노출시켰을 것이다. 1941년 4월 1일, 1941년 이라크 쿠데타 이후, 시리아 동부 국경의 이라크는 독일의 지원을 요청할 의지가 있는 라시드 알리가 이끄는 민족주의자들의 통제 하에 놓였다. 영국-이라크 전쟁 (1941년 5월 2일~31일)은 친영 정부의 수립으로 이어졌다.
팔레스타인 위임통치령 남부의 영국군은 헨리 메이틀랜드 윌슨 경 장군의 지휘를 받았고, 오스트레일리아 제7사단(북아프리카 투브루크 공방전에서 포위된 18여단을 제외), 자유 프랑스 제1사단의 자유 프랑스 여단 2개(자유 프랑스 제1여단에 소속된 외인부대 제13반여단의 2개 대대 포함), 그리고 포병, 공병 및 기타 지원 부대가 붙어 제5인도여단단을 형성한 인도 제5보병여단으로 구성되었다. 시리아 북부 및 중부에서는 이라크군 (에드워드 퀴난 경 중장)이 동쪽에서 공격하기 위한 전역에 사용되었으며, 인도 제10보병사단, 인도 제17보병여단(인도 제8보병사단)의 일부, 그리고 존 글럽(글럽 파샤)이 이끄는 영국 제4기병여단과 아랍 군단으로 구성된 합포스가 포함되었다. 키프로스에서 온 스코틀랜드 제11코만도와 팔레스타인 위임통치령에서 온 팔마흐 준군사 조직 및 미스타르빔 부대가 코만도 및 기습 작전을 수행했다.
항공 지원은 RAF와 오스트레일리아 왕립 공군(RAAF)의 비행대에서 제공되었다. 해안의 지상군은 영국 왕립 해군(RN)과 오스트레일리아 왕립 해군(RAN)의 영국 지중해 함대 소속 부대의 포격 지원을 받았다. 처음에는 RAF 팔레스타인 및 트란스요르단 본부의 항공 지휘관(AOC)인 L. O. 브라운 공군 준장이 병력이 부족한 RAF 제11비행대(블렌하임 Mk IV), RAF 제80비행대(호커 허리케인으로 재편성 중), RAAF 제3비행대(커티스 토마호크로 전환 중), 허리케인 비행대로 구성된 RAF 제208비행대(육군 협력) 및 X 비행대(글로스터 글래디에이터s)를 보유하고 있었다. 키프로스에 있는 영국 해군 항공대(FAA) 해군 항공대 제815비행대(페어리 소드피시 어뢰 폭격기) 파견대와 이라크에 있는 RAF 제84비행대(블렌하임)가 협력할 예정이었다.
영국 예비군에는 영국 제6보병사단(체코슬로바키아 제11동부보병대대가 영국 제23보병여단에 배속)과 오스트레일리아 제17여단이 포함되었다. 6월 중순, 2개의 보병 여단을 포함한 사단은 주로 다마스쿠스 전선에 증원군으로 투입되었고, 남부군은 6월 19일 오스트레일리아 제1군단의 지휘 아래 놓였다. 엑스포터 작전 개시 당시 영국 및 영연방군은 약 34,000명(오스트레일리아인 18,000명, 영국인 9,000명, 인도인 2,000명 및 자유 프랑스군 5,000명)으로 구성되었다. RAF와 RAAF는 약 50대의 항공기를 보유했고, 해군은 상륙함 HMS 글렌가일, 순양함 5척, 구축함 8척을 제공했다.

### 영국군의 공격 계획

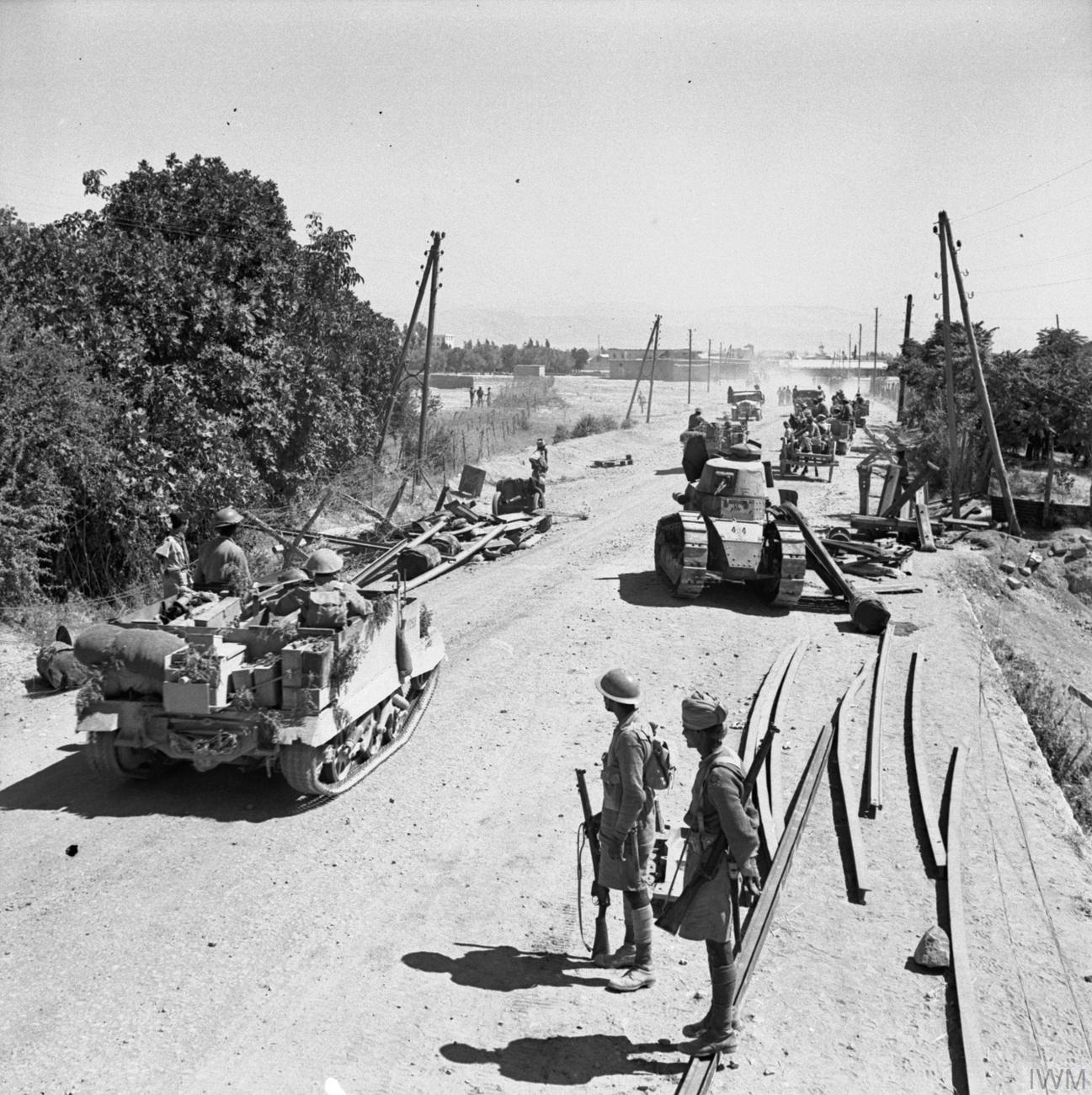
다마스쿠스 외곽의 인도군

윌슨이 고안한 영국군의 공격 계획은 네 가지 침공 경로를 요구했다. 팔레스타인에서 다마스쿠스와 베이루트로, 이라크에서 시리아 북부와 팔미라 중부로, 그리고 이라크에서 트리폴리(레바논 북부)로 진격하는 것이었다. 제5인도여단단(윌프리드 루이스 로이드 준장)은 팔레스타인에서 시리아 국경을 넘어 쿠네이트라와 데라를 점령하라는 명령을 받았다. 이는 자유 프랑스 제1사단이 다마스쿠스로 진격할 길을 열어줄 것으로 예상되었다. 작전 개시 4일 후, 병력은 통합 지휘 하에 놓였고 프랑스 지휘관 폴 루이 르장티옴 소장의 이름을 따서 젠트포스(Gentforce)로 명명되었다. 오스트레일리아 제7사단(존 라바락 소장, 라바락이 6월 18일 오스트레일리아 제1군단을 맡으면서 아서 "투비" 앨런 소장이 후임)은 팔레스타인에서 하이파에서 베이루트 방향으로 해안 도로를 따라 진격했다. 오스트레일리아 제21여단은 티레에서 해안을 따라 리타니강을 넘어 시돈을 향해 진격하여 베이루트를 점령할 예정이었다. 오스트레일리아 오스트레일리아 제25여단은 제21여단보다 더 내륙으로 진격하여 리야크에 있는 대규모 비시 프랑스 공군 기지를 공격할 예정이었다. 이 작전에는 리타니강 남부의 키프로스에서 지원 코만도 상륙도 포함될 예정이었다.
남쪽의 두 갈래가 충분히 교전하면, 이라크 사령부에서 파견된 세 번째 부대가 시리아를 침공할 계획이었다. 윌리엄 "빌" 슬림 소장이 이끄는 인도 제10보병사단 주력은 이라크 하디타 (바그다드 상류)에서 유프라테스강을 따라 북서쪽으로 데르에조르를 향해 진격한 다음 락까와 알레포로 향할 예정이었다. 이 기동은 남쪽에서 진격하는 오스트레일리아군으로부터 베이루트를 방어하는 비시 프랑스군의 통신 및 보급선을 위협하기 위한 것이었다. 특히 알레포를 거쳐 튀르키예로 북쪽으로 이어지는 철도선은 일부 영국 전략가들이 비시 프랑스와 독일에 동조한다고 생각했다. 인도 제20보병여단(인도 제10사단)의 보병 대대 2개와 인도 제17보병여단(인도 제8보병사단)의 보병 대대 2개로 구성된 부대는 시리아 북동부의 모든 영토를 점령하기 위해 독립적으로 작전을 수행할 것이었다. 인도 제20보병여단은 모술에서 기만 공격을 펼칠 예정이었고, 인도 제17보병여단은 알레포에서 동쪽으로 모술과 바그다드로 이어지는 철도가 지나는 뒥빌(Duck's Bill) 지역으로 진격할 예정이었다. 합포스는 영국-이라크 전쟁 동안 RAF 하바니야 구원 작전의 일환으로 트란스요르단 국경에서 사막을 가로질러 진격했기 때문에 이라크 사령부에 배속되었다. 합포스는 제4기병여단, 에식스 연대 제1대대, 그리고 야전포병, 대전차포병, 대공포병 부대의 지원을 받는 아랍 군단 기계화 연대로 구성되어 루트바와 트란스요르단 국경 사이의 서부 이라크에 집결할 예정이었다. 유프라테스강을 따라 진격이 이루어지는 동안, 합포스는 동시에 북서쪽으로 진격하여 시리아 팔미라를 점령하고 하디타에서 트리폴리로 이어지는 키르쿠크-하이파 송유관을 확보할 예정이었다.

## 전역

### 육상전

]

1941년 6월 8일에 적대 행위가 시작되었다. 이 작전의 전투들은 다음과 같다.
- 리타니강 전투 (6월 9일): 팔레스타인에서 베이루트로 진격하는 과정의 일부
- 제진 전투 (6월 13일): 팔레스타인에서 베이루트로 진격하는 과정의 일부
- 시돈 전투 (6월 13일~15일): 팔레스타인에서 베이루트로 진격하는 과정의 일부
- 키수 전투 (6월 15일~17일): 팔레스타인에서 다마스쿠스로 진격하는 과정의 일부
- 다마스쿠스 전투 (6월 18일~21일): 팔레스타인에서 다마스쿠스로 진격하는 과정의 일부
- 메르자윤 전투 (6월 19일~24일): 팔레스타인에서 베이루트와 다마스쿠스로 진격하는 과정의 일부
- 팔미라 전투 (7월 1일): 이라크에서 팔미라와 트리폴리로 진격하는 과정의 일부
- 데르에조르 전투 (7월 3일): 이라크에서 시리아 중부 및 북부로 진격하는 과정의 일부
- 다모르 전투 (7월 5일~9일): 팔레스타인에서 베이루트로 진격하는 과정의 일부
- 베이루트 전투 (7월 12일): 팔레스타인에서 베이루트로 진격하는 과정의 일부

### 공중전

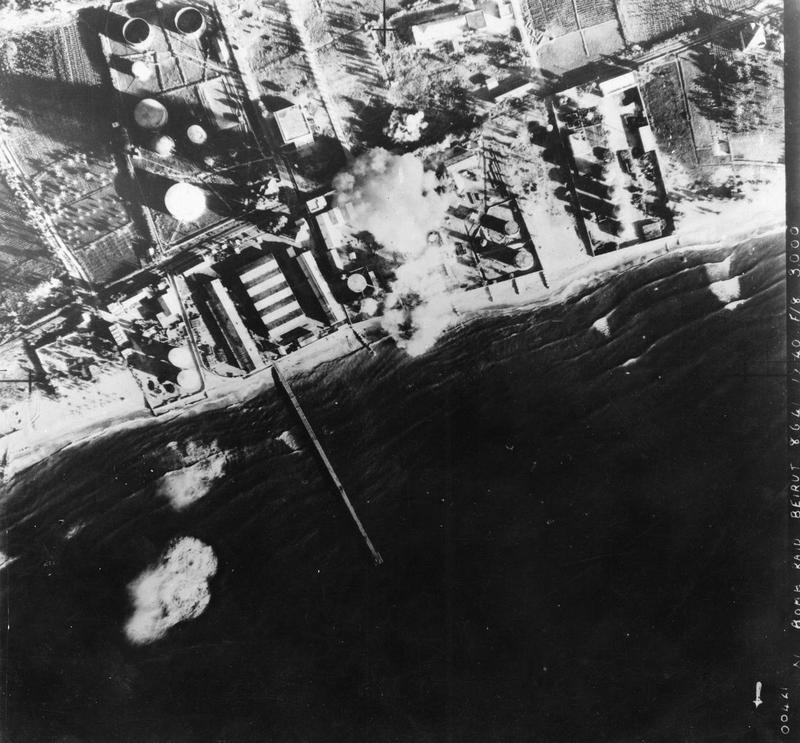

비시 프랑스 공군(Armée de l'Air de Vichy)이 누렸던 초기 우세는 오래가지 못했다. 비시 프랑스군은 평평한 지형, 인프라의 부재, 현대적인 대공포의 부재로 인해 공중 공격에 취약하여 대부분의 항공기가 지상에서 파괴되었다. 6월 26일, RAAF 제3비행대의 토마호크가 홈스 비행장을 스트레이핑 공격하여 전투비행대 II/3(Groupe de Chasse II/3) 소속 드와틴 D.520 5대를 파괴하고 6대에 피해를 입혔다.
7월 10일, 드와틴 D.520 5대가 RAAF 제3비행대의 토마호크 7대의 호위를 받던 RAF 제45비행대의 브리스톨 블렌하임 폭격기를 공격했다. 프랑스 조종사들은 블렌하임 3대를 격추했다고 주장했지만, 호주군은 최소 4대의 D.520을 파괴했다. 다음 날, 드와틴 조종사가 제3비행대의 토마호크 1대를 격추했는데, 이는 이 작전에서 유일하게 격추된 토마호크였다. 작전 종료 시점에 비시 프랑스군은 레반트에 투입된 약 289대의 항공기 중 179대를 잃었으며, 남은 항공기 중 사거리가 되는 항공기들은 로도스섬으로 철수했다.

### 해상전
해상전은 엑스포터 작전의 주요 부분이 아니었지만, 일부 중요한 교전이 있었다. 리타니강 전투 중 거친 파도로 인해 전투 첫날에는 특공대가 해안에 상륙할 수 없었다. 1941년 6월 9일, 프랑스 구축함 발미와 게파르는 리타니강에서 진격하는 오스트레일리아군에 포격을 가했지만 해안 포병대에 의해 격퇴되었다. 프랑스 구축함은 이후 영국 구축함 HMS 야누스와 교전했다. 뉴질랜드 왕립 해군 경순양함 HMNZS 리앤더는 영국 구축함 6척과 함께 야누스를 지원하기 위해 왔고 프랑스군은 퇴각했다. 루프트바페는 6월 15일 프랑스 해군을 지원하려 했다. II./LG 1 (제2비행대, 제1교도비행단)의 융커스 Ju 88은 시리아 해안에서 영국 전함을 공격하여 구축함 HMS 일렉스와 HMS 아이시스를 명중시켰다. 그날 저녁, 프랑스 제4해군 항공대의 항공기는 시리아 해안에서 영국 해군 부대를 폭격했다.

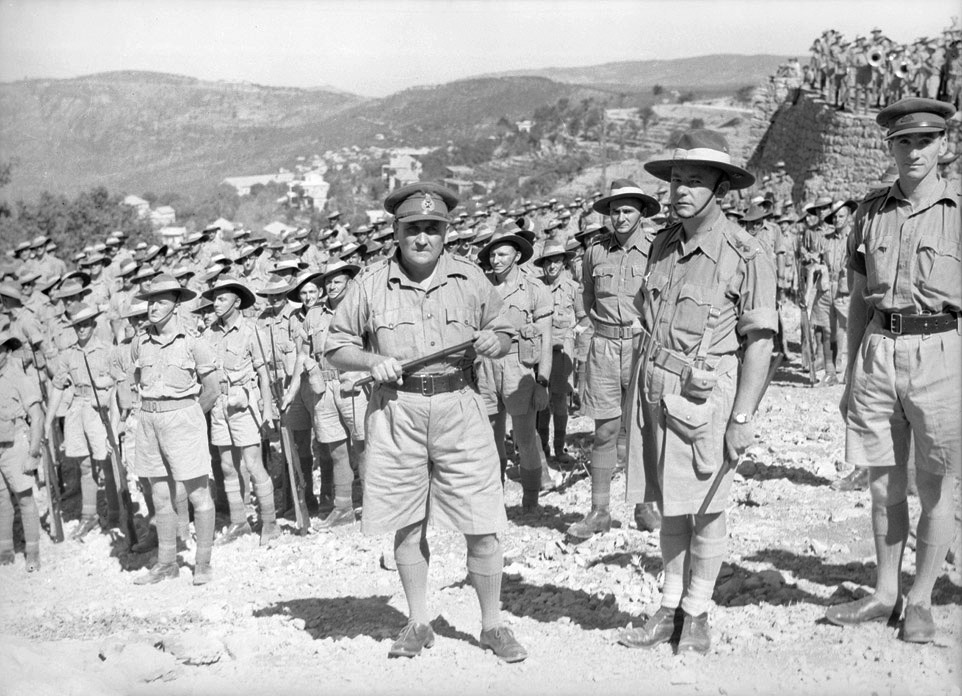

6월 16일, 영국 어뢰 항공기가 프랑스 구축함 슈발리에 폴을 침몰시켰는데, 이 구축함은 프랑스 본토에서 탄약을 싣고 툴롱에서 시리아로 향하던 중이었다. 다음 날, 영국 폭격기들은 베이루트 항에 있는 또 다른 프랑스 구축함을 공격했는데, 이 구축함 역시 탄약을 싣고 있었다. 6월 22일/23일 밤, 게파르는 시리아 해안에서 두 척의 영국 순양함과 여섯 척의 구축함과 짧은 교전을 벌였고, 그 후 프랑스 구축함은 어둠 속으로 퇴각했다. 프랑스군은 6월 25일에 추가적인 손실을 입었는데, 영국 잠수함 HMS 파르티안이 레바논 해안에서 프랑스 잠수함 수플뢰르를 어뢰로 침몰시켰다. 직후, 중동 주둔 프랑스군의 모든 연료를 운반하던 프랑스 유조선 아두르는 영국 어뢰 항공기의 공격을 받아 심하게 손상되었다.

### 휴전
7월 10일, 오스트레일리아 제21여단이 베이루트 진입 직전, 덴츠는 휴전을 요청했다. 7월 12일 자정 1분 후, 휴전이 발효되어 작전이 종료되었다. 생장 다르크 휴전(일명 "아크레 협정")은 7월 14일 시드니 스미스 병영에서 아크레 시 외곽에서 서명되었다.

## 여파

### 분석
웨이벌은 지중해의 영국군이 이미 과도하게 배치되어 있었기 때문에 시리아 방해를 원하지 않았다. 그러나 처칠과 CIGS의 압력, 그리고 자유 프랑스군의 시리아와 레바논으로의 작전이 거의 저항을 받지 않을 것이라는 보장을 포함한 정치적 요인들이 그를 강요했다. 결국 비시 정부는 병사들에게 침공에 저항하도록 명령했고, 그들의 병사들은 진격하는 영국 제국군에게 완강한 저항을 제공했다. 비시 정부는 또한 프랑스 내에서 효과적인 선전 캠페인을 벌여 국민들에게 "세습적 적"(영국)과 싸우도록 장려하고 시리아 방어를 국가적 명예 문제와 동일시했다. 예상치 못한 저항의 결과로 영국군은 즉시 증원이 필요했고, 이는 부분적으로만 제공될 수 있었다. 많은 영국군과 영연방군 병사들은 초보자였고 덥고 건조한 산악 지형은 혹독한 시험이었으며, 인도 육군 부대들은 탁월한 성과를 거두었다. 오스트레일리아군은 최악의 지형에 대처해야 했지만, "훌륭한 계획을 큰 결단력으로 수행"하며 가장 효과적인 공격을 수행했다. 항공 우세 확보는 항공기 부족으로 지연되었지만, 상황의 시급성으로 인해 해군과 지상군이 기다릴 수 없었다. 비시 프랑스 공군 조종사들은 함선과 지상 목표물에 대한 공격에 집중했으며, 이는 그들이 북쪽으로 이동해야 할 때까지 매우 효과적이었다. 독일의 크레타 성공으로 인한 공포는 과장되었다. 왜냐하면 네덜란드와 크레타에 대한 독일의 낙하산 및 글라이더 침공은 매우 큰 대가를 치렀고, 독일이 시리아에서 교두보를 확보할 가능성은 거의 없었기 때문이다. 독일군은 병력을 보존하고 영국이 침공 명분을 얻지 못하도록 시리아에서 철수했다. 영국은 어쨌든 시리아를 침공하여 수에즈 북쪽으로 멀리 떨어진 해군 및 공군 기지를 확보했으며, 이로써 이라크의 바스라에서 바그다드를 거쳐 팔레스타인의 하이파로 이어지는 석유 운송로의 보안이 강화되었다.

### 사상자
8월, 비시 당국은 6,352명의 사상자를 발표했는데, 이 중 521명이 사망했고, 1,037명이 실종되었으며, 1,790명이 부상당했고, 3,004명이 포로로 잡혔다. 전쟁 후 덴츠는 1,092명이 사망했다고 밝혔는데, 이는 영국이 주장하는 모든 종류의 사상자 8,912명에 비해 1,790명이 부상당하고, 466명이 실종되었으며, 3,004명이 포로가 되었다는 의미이다. 비시 공군은 대부분 지상에서 파괴된 179대의 항공기를 잃었고, 해군은 잠수함 1척을 잃었으며, 5,668명이 자유 프랑스로 변절했다. 휴전 협정으로 인해 8월 7일부터 9월 27일까지 8개 호송선단(병원선 3척과 "글리너" 선박 1척 포함)으로 37,563명의 군인 및 민간인이 프랑스로 송환되었다. 비시 프랑스군에 잡힌 포로들은 송환되었지만, 여러 명의 영국군 포로들은 휴전 이후에도 일부 시리아 밖으로 보내졌다. 이 포로들의 송환이 지연되면서 덴츠와 29명의 고위 장교가 팔레스타인에 구금되었는데, 이들은 영국군 포로들이 시리아로 송환되자 풀려났다. 영국 및 영연방군 사상자는 약 4,652명이었고, 오스트레일리아군은 1,552명의 사상자를 냈는데, (416명 사망, 1,136명 부상). 자유 프랑스군은 약  1,300명c.의 손실과 1,100명이 포로로 잡혔다. 영국 및 인도군 사상자는 1,800명 부상, 1,200명 포로, 3,150명 환자였는데, 이 중 350명은 말라리아 환자였다. RAF와 RAAF는 27대의 항공기를 잃었다..

### 이후 사건

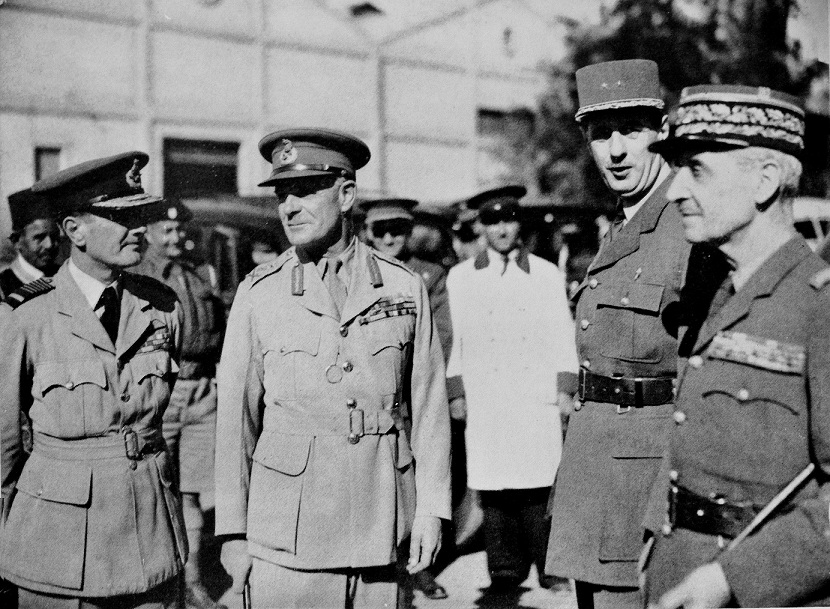

시리아의 비시 정권에 대한 작전은 서부 사막에서 철수시킨 병력으로만 수행될 수 있었는데, 이는 배틀액스 작전의 패배에 기여했고 시리아 작전이 필요 이상으로 길어지게 만들었다. 처칠은 5월 초 웨이벌이 이라크로 병력을 돌리기를 꺼려하는 것에 대해 그를 해고하기로 결정했다. 웨이벌은 6월 22일 해임되었고 7월 5일 지휘권을 포기했으며 이틀 후 인도로 떠났다. 1941년 7월 말, 샤를 드골은 브라자빌에서 승리자들을 축하하기 위해 비행길에 올랐다. 자유 프랑스 장군 조르주 카트루가 시리아와 레바논을 통제하게 되었고, 11월 26일, 이 직책을 맡은 직후, 카트루는 자유 프랑스 운동의 이름으로 시리아와 레바논의 독립을 인정했다. 1943년 11월 8일 선거 후, 레바논은 1943년 11월 22일 독립 국가가 되었고 1945년 2월 27일 독일과 일본 제국에 선전포고를 했다.
그러나 1945년까지 레반트에서의 프랑스 주둔은 민족주의 시위를 야기했으며, 프랑스는 이를 진압하려 했다. 특히 다마스쿠스에서 시리아인들의 많은 사상자가 발생하자, 처칠은 프랑스의 행동에 반대했지만, 샤를 드골에게 거부당하자 요르단에서 시리아로 영국군을 보내 프랑스군에 발포하라는 명령을 내렸다. 레반트 위기로 알려진 이 사건에서 영국 장갑차와 병력은 다마스쿠스에 도착했고, 이후 프랑스군은 호송되어 병영에 감금되었다. 정치적 압력이 더해지자 드골은 휴전을 명령했고 프랑스는 다음 해 시리아에서 철수했다.

### 빅토리아 십자훈장
- 아서 로덴 커틀러 중위[61][62]
- 짐 고든 상병[63][64]

## 같이 보기
- 시리아-레바논 전역 전투 서열
- 아스마한
- 메르스엘케비르 공격
- 팔레스타인 아랍 봉기 (1936년~1939년)
- 프랑스-시리아 독립 조약 (1936년)
- 제2차 세계 대전 중 이탈리아의 팔레스타인 폭격
- 프랑스 식민지 제국
- 프랑스의 식민지 목록
- 모셰 다얀#애꾸눈

### 서적
- Auchinleck, Claud (1946). 《Despatch on Operations in the Middle East From 5th July, 1941 to 31st October 1941》. London: War Office. in “No. 37695”. 《런던 가제트》 (Supplement). 1946년 8월 20일. 4215–4230쪽.
- Brune, Peter (2003). 《A Bastard of a Place: The Australians in Papua》. Crows Nest, NSW: 앨런 앤 언윈. ISBN 978-1-74114-011-8.
- Chappell, Mike (1987). 《British Battle Insignia: 1939–1940》. Men-At-Arms II. Oxford: Osprey. ISBN 978-0-85045-739-1.
- de Wailly, H. (2016) [2006]. 《Invasion Syria, 1941: Churchill and De Gaulle's Forgotten War》 [Syrie 1941: la guerre occultée: Vichystes contre gaullistes]. trans. W. Land 2 English trans.판. London: I. B. Tauris. ISBN 978-1-78453-449-3.
- Gaunson, A.B. The Anglo–French Clash in Lebanon and Syria, 1940–45 (St. Martin's Press, 1987).
- Herington, John (1954). 《Air War Against Germany and Italy》. Australia in the War of 1939-1945 3. 캔버라: 오스트레일리아 전쟁기념관.
- James, Richard (2017). 《Australia's War with France: The Campaign in Syria and Lebanon, 1941》. Newport, New South Wales: Big Sky Publishing. ISBN 978-1-925520-92-7.
- Johnston, Mark (2005). 《The Silent 7th: An Illustrated History of the 7th Australian Division 1940–46》. Crows Nest, New South Wales: Allen & Unwin. ISBN 978-1-74114-191-7.
- 틀:Joslen-OOB
- Keegan, John (2005).  Dear, I. C. B.; Foot, M. R. D., 편집. 《Oxford Companion to World War II》. New York: 옥스퍼드 대학교 출판부. ISBN 978-0-19-280670-3.
- Long, Gavin (1953). 〈Chapters 16 to 26〉. 《Greece, Crete and Syria》. Australia in the War of 1939–1945, Series 1, Army II 1 online판. 캔버라: 오스트레일리아 전쟁기념관. OCLC 3134080.
- Mackenzie, Compton (1951). 《Eastern Epic: September 1939 – March 1943, Defence》 I. London: Chatto & Windus. OCLC 1412578.
- Martin, Chris (2011). 《World War II The Book of Lists》. Stroud: The History Press. ISBN 978-0-7524-6163-2.
- Mollo, Andrew (1981). 《The Armed Forces of World War II》. London: Crown. ISBN 978-0-517-54478-5.
- Owen, James (2012). 《Commando》. Little, Brown. ISBN 978-0-349-12362-2.
- Piekałkiewicz, Janusz (1987). 《Sea War: 1939–1945》. London/New York: Blandford Press. ISBN 978-0-7137-1665-8.
- Playfair, Major-General I. S. O.;  외. (2004) [1st. pub. HMSO 1956].  Butler, J. R. M., 편집. 《The Mediterranean and Middle East: The Germans Come to the Help of their Ally (1941)》. History of the Second World War, United Kingdom Military Series II. Naval & Military Press. ISBN 978-1-84574-066-5.
- Raugh, H. E. (1993). 《Wavell in the Middle East, 1939–1941: A Study in Generalship》 1판. London: Brassey's. ISBN 978-0-08-040983-2.
- Richards, Denis (1974) [1953]. 《Royal Air Force 1939–1945: The Fight At Odds》 I pbk.판. London: HMSO. ISBN 978-0-11-771592-9. 2017년 2월 3일에 확인함.
- Shores, Christopher F.; Ehrengardt, Christian-Jacques (1987). 《L' aviation de Vichy au combat 2 La campagne de Syrie, 8 juin – 14 juillet 1941》 [비시 항공전투: 시리아 작전, 1941년 6월 8일 – 7월 14일] (프랑스어) 2. Paris: Lavauzelle. ISBN 978-2-7025-0171-9.
- Smith, C. (2010) [2009]. 《England's Last War Against France: Fighting Vichy 1940–1942》 Phoenix판. London: Weidenfeld & Nicolson. ISBN 978-0-7538-2705-5.
- Sutherland, Jon; Canwell, Diane (2011). 《Vichy Air Force at War: The French Air Force that Fought the Allies in World War II》. Barnsley: Pen & Sword Aviation. 53–67쪽. ISBN 978-1-84884-336-3.
- Sutton, David. Syria and Lebanon 1941: The Allied Fight Against the Vichy French (Bloomsbury Publishing, 2022).
- Wavell, Archibald (1946). 《Despatch on Operations in Iraq, East Syria and Iran from 10th April, 1941 to 12th January, 1942》. London: War Office. in “No. 37685”. 《런던 가제트》 (Supplement). 1946년 8월 13일. 4093–4102쪽.

#### 저널
- Anderson, Betty S., and Götz Nordbruch. "Nazism in Syria and Lebanon: The Ambivalence of the German Option, 1933–1945." International Journal of Middle East Studies 44.1 (2012).
- Baudru, Remi (October 1993). 《Quand l'Armée de l'air partit en Syrie, combattre la RAF: ce que recontent les photos》 [프랑스 공군이 시리아에서 RAF와 싸웠을 때: 사진이 말하는 것]. 《Le Fana de l'Aviation》 (프랑스어). 16–25쪽. ISSN 0757-4169.
- Bou-Nacklie, N. E. (1994). 《The 1941 Invasion of Syria and Lebanon: The Role of the Local Paramilitary》. 《Middle Eastern Studies》 30. 512–529쪽. doi:10.1080/00263209408701009. ISSN 1743-7881.
- Shores, Christopher F.; Ehrengardt, Christian-Jacques (July 1970). 《Syrian Campaign, 1941: Forestalling the Germans: Air Battles Over S. Lebanon》. 《Air Pictorial》 32. Part I. 242–247쪽. OCLC 29897622.
- Shores, Christopher F.; Ehrengardt, Christian-Jacques (August 1970). 《Syrian Campaign, 1941: Breaking the Back of Vichy Air Strength Conclusion》. 《Air Pictorial》 32. Part II. 280–284쪽. OCLC 29897622.

## 추가 문헌
- Gaunson, Alexander Bruce (1981). 《To End a Mandate: Sir E. L. Spears and the Anglo-French Collision in the Levant, 1941–1945》. 《hydra.hull.ac.uk》 (PhD) (University of Hull). OCLC 53527058. EThOS uk.bl.ethos.348610. 2016년 10월 7일에 확인함. |id=에 templatestyles stripmarker가 있음(위치 1) (도움말)